# Biegi narciarskie na Zimowych Igrzyskach Olimpijskich 1998 – sztafeta kobiet
Bieg sztafetowy kobiet podczas Zimowych Igrzysk Olimpijskich 1998 w Nagano został rozegrany 16 lutego. Wzięły w nim udział 64 zawodniczki z szesnastu krajów. Mistrzostwo olimpijskie w tej konkurencji wywalczyła drużyna rosyjska w składzie: Nina Gawriluk, Olga Daniłowa, Jelena Välbe i Łarisa Łazutina. 

## Wyniki
| Pozycja | Kraj                                                                                     | Czas      | Strata  |
| ------- | ---------------------------------------------------------------------------------------- | --------- | ------- |
| 01 !    | Rosja · Nina Gawriluk · Olga Daniłowa · Jelena Välbe · Łarisa Łazutina                   | 55:13,5   | -       |
| 02 !    | Norwegia · Bente Martinsen · Marit Mikkelsplass · Elin Nilsen · Anita Moen               | 55:38,0   | +24,5   |
| 03 !    | Włochy · Karin Moroder · Gabriella Paruzzi · Manuela Di Centa · Stefania Belmondo        | 56:53,3   | +1:39,8 |
| 4       | Szwajcaria · Sylvia Honegger · Andrea Huber · Brigitte Albrecht · Natascia Leonardi      | 56:55,2   | +1:41,7 |
| 5       | Niemcy · Kati Wilhelm · Manuela Henkel · Constance Blum · Anke Schulze                   | 56:55,4   | +1:41,9 |
| 6       | Czechy · Jana Šaldová · Kateřina Neumannová · Kateřina Hanušová · Zuzana Kocumová        | 56:58,7   | +1:45,2 |
| 7       | Finlandia · Tuulikki Pyykkönen · Milla Jauho · Satu Salonen · Anita Nyman                | 57:34,3   | +2:20,8 |
| 8       | Szwecja · Antonina Ordina · Anette Fanqvist · Magdalena Forsberg · Karin Säterkvist      | 57:53,7   | +2:40,2 |
| 9       | Ukraina · Wałentyna Szewczenko · Iryna Taranenko · Ołena Hajasowa · Maryna Pestriakowa   | 57:54,8   | +2:41,3 |
| 10      | Japonia · Tomomi Otaka · Sumiko Yokoyama · Fumiko Aoki · Kumiko Yokoyama                 | 58:22,8   | +3:09,3 |
| 11      | Francja · Sophie Villeneuve · Annick Pierrel · Anne-Laure Condevaux · Karine Philippot   | 58:27,7   | +3:14,2 |
| 12      | Kazachstan · Swietłana Dieszewych · Oksana Jacka · Swietłana Szyszkina · Olga Selezniowa | 59:11.3   | +3:57,8 |
| 13      | Polska · Katarzyna Gębala · Małgorzata Ruchała · Dorota Kwaśny · Bernadeta Piotrowska    | 59:56,7   | +4:43,2 |
| 14      | Białoruś · Swiatłana Kamocka · Kaciaryna Antoniuk · Alena Sinkiewicz · Ludmiła Karolik   | 59:56,9   | +4:43,4 |
| 15      | Stany Zjednoczone · Karen Petty · Suzanne King · Laura McCabe · Laura Wilson             | 1:00:51,2 | +5:37,7 |
| 16      | Kanada · Beckie Scott · Milaine Thériault · Sara Renner · Jaime Fortier                  | 1:01:09,9 | +5:46,4 |